# Freedb

freedb是一個光碟音軌清單資料庫，所有內容均以GNU通用公共許可證發佈，最初基於現時為專有軟體的光碟資料庫（下簡稱CDDB）。至2006年4月24日為止該資料庫只收錄了少於200萬張光碟的資料。要透過互聯網尋找光碟資訊，客戶端程式會計算一個近乎唯一的光碟識別號然後查詢資料庫，如資料庫中收錄了該光碟的資料客戶端程式可接收及顯示歌手、專輯標題、軌道清單與一些額外的資訊。

## 緣由
原來CDDB的軟體以GNU通用公共許可證發佈，許多人提交光碟資訊而不需繳費，並認為該服務會保持免費。CDDB後來更改許可證，一些程式編寫員抱怨新的許可證包含一些他們不能接受的條款：如一個打算存取CDDB的程式不能再存取任何其他類似的資料庫（如freedb），以及利用CDDB的程式需在執行查找時顯示CDDB的商標。
現時由Gracenote公司所有的CDDB在2001年3月封鎖所有未經許可的應用程式存取他們的資料庫，而CDDB1（最初版本的CDDB）使用的許可證不再可以取得，因Gracenote希望迫使程式編寫員轉移到CDDB2（一個不兼容CDDB1因而不兼容freedb的新版本）。
該次許可證更改推動了意在保持免費且毫無任何限制的freedb計劃。另一個因授權協議更改而出現的計劃名為MusicBrainz（並擴展到不只是一個光碟資料庫）。freedb主要用於媒體播放器、音頻標籤器與光碟提取器等軟體，並由第6版協定起開始接受與回傳UTF-8資料。

## 轉變
2006年7月1日兩名主要的freedb開發者辭職。雖然這引起了許多人擔憂該計劃的將來，但在2006年7月7日宣佈 已有很可能為freedb尋找新根據地並將繼續照常運作的適當計劃。
2006年10月4日freedb的所有者Michael Kaiser宣佈 freedb已被 Magix（页面存档备份，存于） 收購。

## 外部連結
- freedb.org
- TrackType.org (beta)（页面存档备份，存于）